# Edward Wilson (romancista)
Edward Wilson é um escritor britânico de ficção-espionagem. Nascido em Baltimore, Maryland, Estados Unidos, imigrou para o Reino Unido. Depois de servir na Guerra do Vietname renunciou à cidadania americana para se naturalizar no seu país adotivo. Após três décadas como professor, decidiu desistir para se dedicar à sua carreira como romancista. Escreveu sete romances, publicados pela Arcadia Books.
Depois da guerra, Wilson viajou pelo Canadá e viveu em Bremen na Alemanha, como estudante de linguas. Em 1976, estabeleceu-se em Suffolk, Inglaterra, onde trabalhou como professor durante três décadas. Naturalizou-se como cidadão britânico em 1983 e renunciou à cidadania americana.
Politicamente, Wilson é um socialista e defensor dos sindicatos de trabalhadores.

## Obras

### Um rio em Maio
O romance de estreia de Wilson, A River in May publicado em 2002, foi baseado nas suas experiências na Guerra do Vietname. Como ele afirmou, o livro "expulsou os meus demónios do campo de batalha". Foi selecionado para oCommonwealth Writers’ Prize.

### O Enviado
O Enviado desenrola-se na Grã-Bretanha na década de 1950 e discute uma conspiração americana para sabotar as relações URSS-Reino Unido. O protagonista é Kit Fournier, chefe da estação da Agência Central de Inteligência na Embaixada dos Estados Unidos, em Londres. Foi o primeiro livro do que se pretendia originalmente ser uma trilogia de romances de espionagem, mas mais tarde foi adicionado um quarto livro com a publicação do The Whitehall Mandarin. O livro apresenta personagens que desempenhariam um papel maior nos romances posteriores de Wilson, incluindo William Catesby [nenhum sinal desse personagem na versão do Kindle de The Envoy], um nativo duma vila de pescadores de Suffolk que não se dá bem nem com velhos vizinhos ou colegas do governo nem o seu chefe, Henry Bone. Uma piada percorre a série alegando que o suposto antepassado de Catesby, Robert Catesby, planeou o Golpe da Pólvora de 1605.

### O Espião Darkling
No romance de Wilson de 2011, The Darkling Spy, o ano é 1956, e Catesby serve sob cobertura oficial na Embaixada Britânica em Bona. Kit Fournier, do enviado, aparece novamente, mas neste livro apaixona-se por uma mulher inglesa que espia para Moscovo e está a considerar desertar. A Publishers Weekly comparou Catesby ao personagem de John le Carré, George Smiley, e afirmou que "irá deleitar os leitores que procuram menos sangue e mais inteligência em filmes de espionagem".

### O nadador da meia-noite
O Nadador da Meia-Noite, publicado em 2012, tem como cenário a crise dos mísseis cubanos de 1962.

### The Whitehall Mandarin
The Whitehall Mandarin, foi publicado em Maio 2014. O lançamento foi realizado na livraria Hatchards, em Londres. O título é uma referência aos burocratas e à China, e a questão de como a China conseguiu desenvolver armas termonucleares tão rapidamente, desempenha um papel importante no romance. Paul French revisou-o favoravelmente na The Los Angeles Review of Books, afirmando que: "Finalmente Edward Wilson tem elogios e leitores na Inglaterra há muito merecidos, mas espera-se que os EUA também o descubram". Denis MacShane expressou sentimentos semelhantes de crítica na revista Tribune.

### Um final muito britânico
A Very British Ending foi publicada em 14 Abril 2016. Transporta a história de Catesby para a década de 1970.

### Réquiem do Atlântico Sul
O Réquiem do Atlântico Sul foi publicado em 15 Março 2018, trazendo a história de Catesby para a era da Guerra das Ilhas Falkland de 1982. Foi incluído num resumo dos melhores livros de verão de 2018 pelo escritor Sunny Singh no The Guardian